# Maugis (évêque d'Avranches)
Maugis (Maugisius, Mangisus, Mauguisius) est un évêque d'Avranches du début du XIe siècle.

## Biographie
À la suite du départ de Norgot du siège épiscopal pour l'abbaye du Mont-Saint-Michel, l'évêché reste vacant jusqu'en 1022, date d'accession de Maugis au siège d'Avranches.
Il aurait vraisemblablement engagé la construction de la cathédrale romane d'Avranches,. C'est à cette époque que la Normandie assiste à la reconstruction de chacune des cathédrales de ses six diocèses. Si le duc de Normandie Richard II soutient le projet financièrement et politiquement, il faut voir en Maugis le véritable promoteur de ce vaste projet architectural. Il meurt peu après le lancement des travaux et il est enterré dans la tour nord-ouest.
Il confirme une charte de donation du duc Richard II de Normandie en faveur du Mont-Saint-Michel. Il assiste également en 1025 à une assemblée de la cour ducale pour la fondation de l'abbaye de Bernay, où il signe après le duc et ses deux fils et juste avant l'archevêque de Rouen.
Il meurt en août 1026. Il est le plus ancien prélat cité dans le nécrologe de la cathédrale d'Avranches.